# Macchia della Spadellata e Fosso S. Anastasio
Macchia della Spadellata e Fosso S. Anastasio este o arie protejată (arie specială de conservare — SAC, sit de importanță comunitară — SCI) din Italia întinsă pe o suprafață de 375 ha, integral pe uscat.

## Localizare
Centrul sitului Macchia della Spadellata e Fosso S. Anastasio este situat la coordonatele 41°31′33″N 12°35′50″E / 41.525833°N 12.597222°E.

## Înființare
Situl Macchia della Spadellata e Fosso S. Anastasio a fost declarat sit de importanță comunitară în iunie 1995 pentru a proteja 4 specii de animale. Situl a fost protejat și ca arie specială de conservare în decembrie 2016.

## Biodiversitate
Situată în ecoregiunea mediteraneană, aria protejată conține 2 habitate naturale: Iazuri temporare mediteraneene, Păduri panonice-balcanice de stejar turcesc - stejar sesil.
La baza desemnării sitului se află mai multe specii protejate:
- amfibieni (1): Triturus carnifex
- nevertebrate (1): croitorul mare al stejarului (Cerambyx cerdo)
- reptile (2): șarpele cu patru dungi (Elaphe quatuorlineata), țestoasa de baltă (Emys orbicularis)

Pe lângă speciile protejate, pe teritoriul sitului au mai fost identificate 4 specii de plante, 4 specii de amfibieni.